# کوچ‌کوی (مرزیفون)
کوچ‌کوی (به ترکی استانبولی: Koçköy) یک منطقهٔ مسکونی در ترکیه است که در مرزیفون واقع شده‌است.